# Cymbaria borysthenica
Cymbaria borysthenica là loài thực vật có hoa thuộc họ Cỏ chổi. Loài này được Pall. ex Schltdl. mô tả khoa học đầu tiên năm 1820.